# Funivia del Monte Capanne
La funivia del Monte Capanne è un impianto di risalita a cestovia situato nel comune di Marciana, all'isola d'Elba, il cui scopo è quello di collegare il fondovalle con la vetta del Monte Capanne (1019 metri), la vetta più alta dell'Arcipelago toscano e della provincia di Livorno.

## Storia
La cestovia fu realizzata dalla ditta torinese Marchisio nel 1962 e inaugurata il 27 agosto 1963; è sostenuta da 22 piloni e composta da 55 cestelli.
Nel 2005 è stata completamente rinnovata a seguito della scadenza di vita tecnica.
L'impianto è «a utilizzazione prevalentemente estiva per la sostanziale mancanza, nell'isola, di quel manto nevoso persistente che rappresenta invece il presupposto fondamentale per lo sviluppo degli impianti di risalita in altre regioni italiane».
L'anno successivo all'apertura dell'impianto si affermò che «con la costruzione della cabinovia per il Monte Capanne, Marciana sembra svegliarsi da un profondo letargo in tempo in cui le sue risorse agricole vanno diminuendo e si affermano invece di giorno in giorno sempre più le attività turistiche».
All'altezza del settimo pilone, la  cestovia passa attraverso un castagneto nei pressi del Romitorio di San Cerbone.